# Ostrówko
Ostrówko (deutsch Ostrowken, 1938 bis 1945 Waldbude) war ein kleiner Ort in der polnischen Woiwodschaft Ermland-Masuren. Er gehört zur Stadt-und-Land-Gemeinde Gołdap (Goldap) im Powiat Gołdapski.

## Geographische Lage
Ostrówko lag am Südwestrand der Rominter Heide im Nordosten der Woiwodschaft Ermland-Masuren am Nordufer des Jezioro Ostrówek (Ostrowkener See, 1938 bis 1945 Waldbuder See).

## Geschichte
Bereits vor 1539 wurde Aschtraw gegründet. Das als Vorwerk bestimmte und mit einem Waldhaus versehene Dorf hieß nach 1540 Astraw und später bis 1938 Ostrowken. Zählte der Gutsbezirk Ostrowken noch im Jahr 1910 29 Einwohner, so war er hernach Ortsteil der Gemeinde Gehlweiden (polnisch: Galwiecie). Am 3. Juni (amtlich ab 16. Juli) 1938 wurde der Ort in „Waldbude“ umbenannt und kam als solcher 1945 in Kriegsfolge mit dem gesamten südlichen Ostpreußen zu Polen. Hier erhielt er die polnische Namensform „Ostrówko“. Es ist nicht bekannt, wie lange der kleine Ort noch existierte, dürfte wohl aber im Nachbardorf Galwiecie aufgegangen sein, das auch seine kirchliche Heimat sowohl vor als auch nach 1945 bestimmte.

## Verkehr
Ostrówko war über die heutige Woiwodschaftsstraße 651 über Galwiecie (Gehlweiden) in wenigen Kilometern zu erreichen. Die Kreisstadt Gołdap war sieben Kilometer entfernt. Vor 1945 war Buttkuhnen (1938 bis 1945: Bodenhausen, polnisch: Butkuny) die nächste Bahnstation. Sie lag an den Bahnstrecken Goldap–Szittkehmen (sie stellte 1945 den Betrieb ein) und Ełk–Tschernjachowsk (Lyck–Insterburg) (die 1993 für den Personenverkehr gesperrt wurde).